# Croix de Sainte-Eugénie-de-Villeneuve
La croix de Sainte-Eugénie-de-Villeneuve est une croix monumentale située en France sur la commune de Sainte-Eugénie-de-Villeneuve, dans la région Auvergne-Rhône-Alpes.

## Localisation
La croix est située dans le département français de la Haute-Loire, sur la commune de Sainte-Eugénie-de-Villeneuve, dans l'ancienne région administrative d'Auvergne.

## Historique
La croix ne date pas d'avant le XVIIIe siècle et pourrait même remonter au début du XIXe siècle. 

## Description
Le socle, de forme carrée, constitue plus d'un tiers de la hauteur totale. Le fût, légèrement conique et grande hauteur, supporte le sommet du croisillon. Un chapiteau semi-hémisphérique, assurant la liaison entre le fût et le croisillon, est orné d'une série continue de palmettes. Le croisillon, de section carrée, portait à chaque extrémité une palmette du même type que celle qui a récemment été replacée au sommet. L'assemblage des pièces devait se faire par emboîtement. Entre chaque bras du croisillon, une série de trois flammes donne à l'ensemble une forme circulaire,.
Un Christ, avec les bras étendus, les pieds droits cloués séparément et reposant sur un léger entablement, est sculpté en haut-relief. Il est également remarquable de constater la présence relativement rare, pour cette époque, des quatre clous utilisés pour fixer le Christ.

## Protection
La croix est inscrite au titre des monuments historiques par arrêté du 4 novembre 1983.